# Guioa amabilis
Guioa amabilis là một loài thực vật có hoa trong họ Bồ hòn. Loài này được Kaneh. & Hatus. mô tả khoa học đầu tiên năm 1943.